# Напівпровідникові прилади

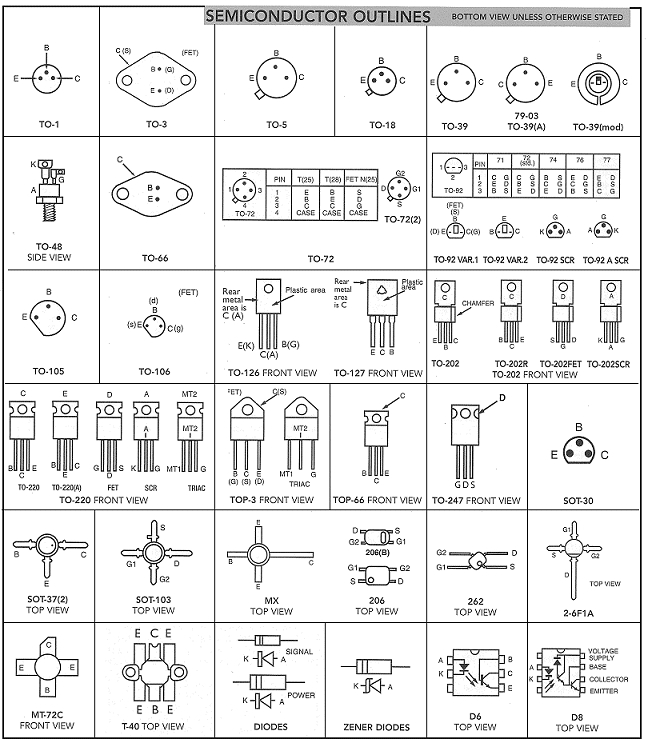
Схеми деяких корпусних напівпровідникових приладів

Напівпровідникові прилади (англ. Semiconductor devices) — електронні компоненти, що виготовляються з напівпровідникових матеріалів (як от кремній, германій, галій та інші) і використовують їхні електронні властивості.
Напівпровідникові прилади виготовляються як у вигляді одиничних дискретних пристроїв, так і у вигляді інтегральних схем, котрі можуть вміщувати мільярди напівпровідникових приладів, розміщених на одній підкладці.

## Вступ

Будова біполярного транзистора

Провідність напівпровідника лежить у межах між провідниками та ізоляторами. Напівпровідникові прилади поступово замінили електровакуумні лампи в більшості застосувань. Вони проводять електричний струм у твердому стані, а не подібно вільним електронам крізь вакуум (зазвичай вивільненим термоелектронною емісією) або як вільні електрони та іони, крізь іонізований газ.
Напівпровідникові матеріали зручні для електроніки, оскільки їхню поведінку можна легко змінювати шляхом навмисного додавання домішок (легування). Провідністю напівпровідника можна керувати за допомогою введення електричного або магнітного поля, впливу світла чи тепла або механічного зрушення легованої монокристалічної кремнієвої сітки; отже, напівпровідники можуть бути чудовими давачами. Проведення струму в напівпровіднику відбувається завдяки рухомим або «вільним» електронам та електронним діркам, відомим разом, як носії заряду. Легування напівпровідника невеликою часткою атомних домішок, як от фосфор чи бор, значно збільшує кількість вільних електронів або дірок у напівпровіднику. Якщо легований напівпровідник містить надлишкові дірки, його називають напівпровідником p-типу (p означає позитивний електричний заряд); коли він містить надлишок вільних електронів, його називають напівпровідником n-типу (n означає негативний електричний заряд). Більшість рухомих носіїв заряду мають негативний заряд. Під час виробництва напівпровідників, точно дотримуються розташування та концентрації легувальних домішок p- та n-типу. З’єднання напівпровідників n- і p-типу утворюють p–n-переходи.
Найпоширенішим напівпровідниковим пристроєм у світі, є ПТМОН-транзистор (польовий транзистор метал-оксид-напівпровідник), який також називають просто МОН-транзистором. Станом на 2013 рік, щодня виготовлялися мільярди МОН-транзисторів. Щорічне виробництво напівпровідникових пристроїв зростає в середньому на 9,1% з 1978 року, і передбачалося, що 2018 року їх постачання вперше перевищить 1 трильйон.

## Перелік основних напівпровідникових приладів

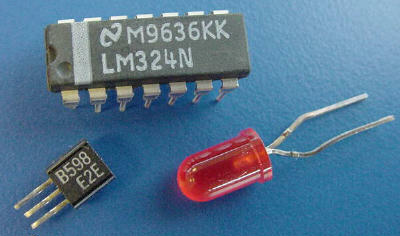
Електронні пристрої на основі напівпровідників.

Цей перелік не є повним. Ти можеш допомогти розширити його.

### Двовивідні елементи
- Діак (англ. DIAC)
- Діод
- Діод  Ганна (англ. TED)
- Лавинно-пролітний діод (англ. IMPATT diode)
- Лазерний діод
- Термістор
- Світлодіод (англ. LED — light-emitting diode)
- PIN-діод
- Діод Шотткі
- Супрессор[en] (англ. TVS diode)
- Тунельний діод
- Діод Зенера
- Фотодетектор
- Фототранзистор
- Фоторезистор
- Фототиристор
- Фотоелектрична комірка

### Трививідні елементи
- Біполярний транзистор
- Фотодетектор
- Фототранзистор
- Транзистор Дарлінгтона (англ. IC)
- Польовий транзистор (англ. FET)
- Біполярний транзистор із ізольованим затвором (англ. IGBT)
- Тиристор (англ. IC)
- Тріак (англ. TRIAC)
- Одноперехідний транзистор (англ. UJT)

### Елементи, які мають 4 і більше виводів
- Датчик Холла
- Оптопара
- Інтегральні схеми (англ. IC)

## Напівпровідникові матеріали
- На сьогоднішній день (2020-і) кремній (Si) є найбільш широко використовуваним матеріалом у напівпровідникових пристроях. Його переваги: низька вартість сировини, відносно проста обробка та широкий розбіг температур, роблять його найкращим вибором серед різних конкурентних матеріалів. Кремній, що застосовується у виробництві напівпровідникових пристроїв, в даний час виготовляється з булі, які мають досить великий діаметр, щоби можна було виготовити пластини 300 мм (12 дюймів).
- Германій (Ge) був широко застосовуваним раннім напівпровідниковим матеріалом, проте властива йому теплова чутливість, робить його менш корисним, ніж кремній. Зараз германій часто легують кремнієм для використання у високошвидкісних пристроях SiGe. IBM є основним виробником таких виробів.
- Арсенід галію (GaAs) також широко застосовується у високошвидкісних пристроях, але до цих пір складно було утворити кульки великого діаметру з цього матеріалу, обмеживши діаметр розмірами, значно меншими, ніж кремнієві пластини, завдяки чому кількісне виробництво пристроїв GaAs значно дорожче кремнію.
- Інші менш поширені матеріали, також перебувають у використанні або досліджуються. Карбід кремнію (SiC) знайшов деяке застосування в якості сировини для синіх світлодіодів (LED) і досліджується для використання в напівпровідникових пристроях, які могли б витримати дуже високі робочі температури та оточення зі значним рівнем іонізуючого випромінювання. Діоди IMPATT також виготовлені з SiC. Різні сполуки індію (арсенід індію, антимонід індію[en] та фосфід індію) також застосовуються в світлодіодах та твердотілових лазерних діодах. Сульфід селену вивчається стосовно виробництва фотоелектричних сонячних батарей. Найбільш поширене застосування для органічних напівпровідників — це органічні світлодіоди.